# Кеїт
Кеїт — мінерал, дуже рідкісний арсенат міді, цинку та кадмію з хімічною формулою Cu2+3Zn4Cd2(AsO4)6 · 2H2O. Названий на честь Чарльза Локка Кея (народився в 1935 році), американського торговця мінералами, який постачав його перші зразки.
Кеїт є моноклінно-призматичним, тобто його кристалічна форма має три нерівні осі, дві з яких мають кути 90° між собою, а одна з кутом менше 90°. Кеїт належить до двовісного оптичного класу, тобто має більше ніж одну вісь анізотропії (оптичну вісь), по якій світло поширюється з нульовим двопроменезаломленням, і три показники заломлення: nα = 1,800, nβ і nγ = 1,870.
Типова місцевість та єдине місце, де знайдений мінерал — Tsumeb Mine в Цумебі, Намібія, всесвітньо відома копальня, де знайдено велику кількість рідкісних і незвичайних мінералів.